# Csőr

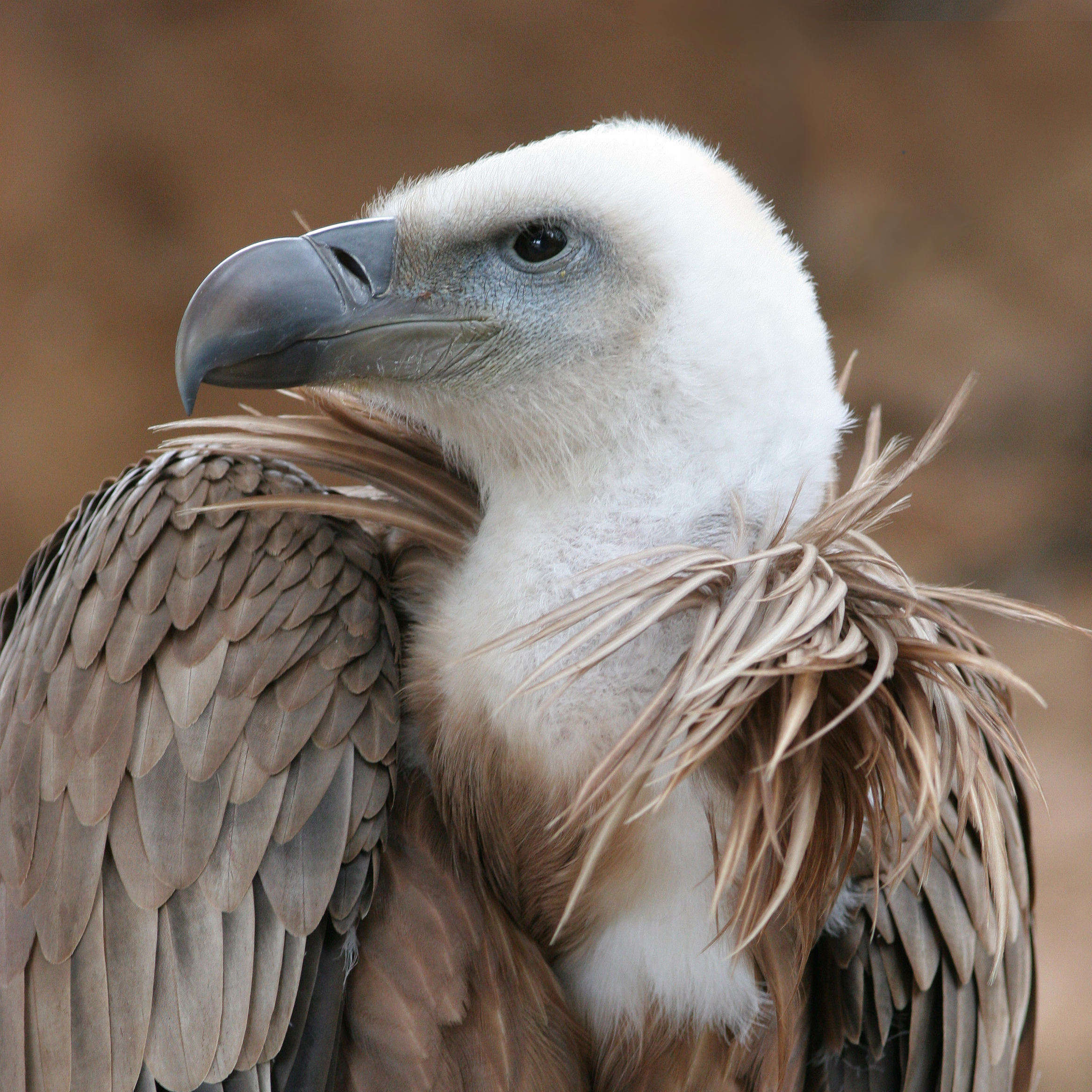
Egy fakókeselyű kampós végű csőre

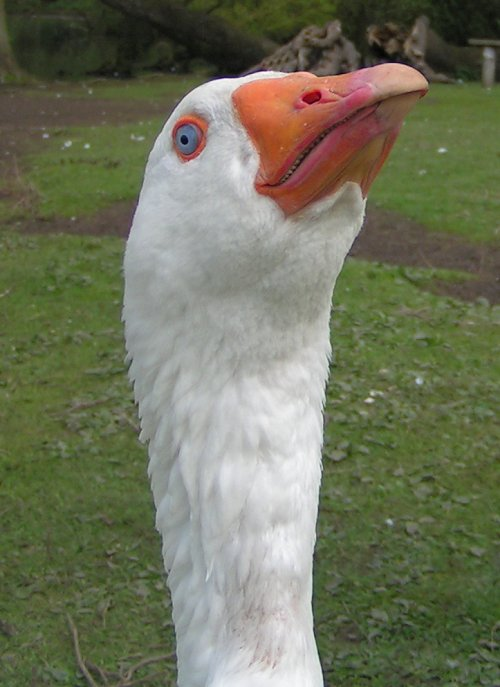
Egy házi lúd csőre

A csőr (nyelvújításkori szóalkotás: cső + orr) egy külsődleges anatómiai képlet, a madarak szájszerve, és egyik megkülönböztető jellege. A táplálkozáson kívül tisztálkodásra, tárgyak manipulációjára, a préda megölésére, a fiókák táplálására, és az udvarlás során is használják.

## Anatómia
A csőrt alkotó csontok (felső káva: premaxilla és maxilla; alsó káva: mandibula) általában üreges vagy porózus szerkezetűek. Felszínüket szarutok (rhamphotheca) borítja. A külső kemény szarutok és a csont közötti szövetben véredények és idegvégződések is találhatók.
A csőrben két lyuk található (nares), melyek csatlakoznak a csőr üreges belső részéhez, s így a légző szervrendszerhez. Egyes madárfajoknál ezek a lyukak a csőr alapjánál lévő húsos részen (cere) találhatók.
Előfordul, hogy a csőr hegye megkeményedett, elhalt szövetből áll, ami alkalmassá teszi olyan feladatok elvégzésére, mint magvak héjának feltörése, vagy a zsákmány megölése. Más madaraknál, például récéknél a csőr vége tele van érzékeny idegvégződésekkel, hogy az állat ki tudjon tapintani vele dolgokat. A csőr a használat során állandóan kopik, így a madár egész élete során nő.
Eltérően az állkapocstól, ami fogakkal van ellátva, a csőr nem használható rágásra. A madarak egészben nyelik le táplálékukat, amit aztán a zúza aprít fel.
A csőr szarujának fajra jellemző színét a melanin és a karotinoid pigmentek okozzák. A vadmadarakban a párzási időszakban a kiszínesedő csőr többnyire a hímek nászruhájának része, kialakulása neuro-endokrin szabályozás alatt áll.

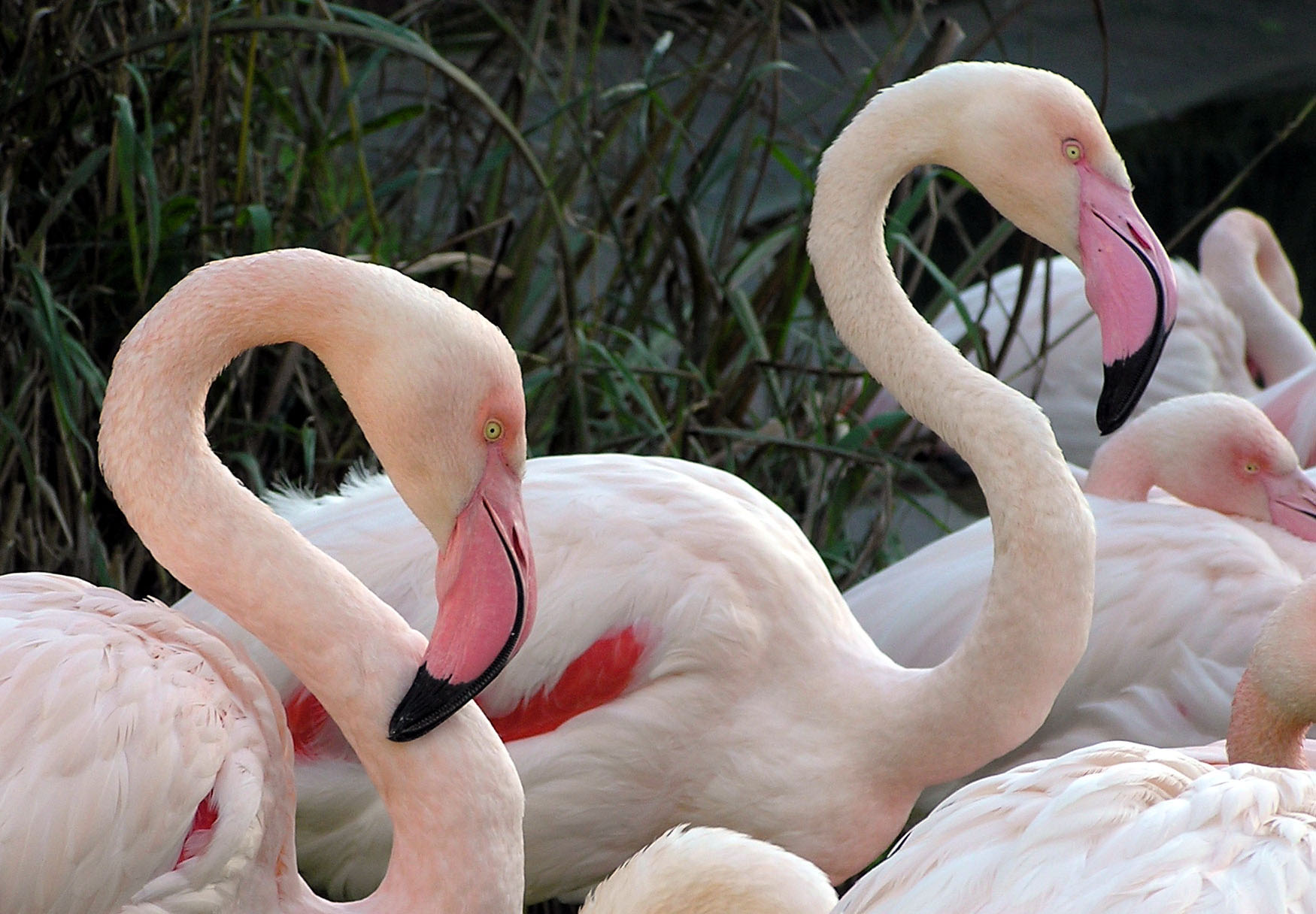
Rózsás flamingó csőre

## Változatosság
A csőr alakja és mérete igen nagy változatosságot mutat. A különleges csőrű madarak közé tartoznak a kolibrik, a tukánok vagy a pelikánok. A csőr alakja tükrözi viselőjének táplálkozását, így közvetve életmódját is.
- erőteljes, kampós csőr: húsevő életmódra utal. Ilyen például a ragadozók (sasok, ölyvek) és a dögevők (keselyűk) csőre
- kúp alakú csőr: magevőkre jellemző, mint amilyenek például a pintyek.
- széles csőr, peremén szűrőlemezekkel: az iszapból vagy a vízből való táplálkozás esetén a táplálék kiszűrésére alkalmas, mint például a ludak, récék esetében is. A felesleges folyadékot a kacsák a csőr gyors nyitásával-zárásával, szinkron nyelvmozgással préselik ki a garatüregből. A ludak erősebb csőre alkalmas a növényi részek tépésére, legelésre is.
- rövid, kicsi, de kampós csőr: a kisebb állatokat, néha más madarakat zsákmányoló gébicsek jellemzője.
- hosszú, megnyúlt csőr: gázlómadarakra jellemzően a sekély vízből való táplálkozásra alkalmas.
- kissé ívelt, de erős, vaskos csőr: a magevő tyúkféléket (házi tyúk, gyöngytyúk, pulyka) segíti a magvak és egyéb kemény növényi részek felvételében, és a kapirgálásban.
- keresztcsőr: a keresztcsőrű alsó és felső csőrkávái, mint a neve is utal rá, keresztezik egymást. Ezzel tudja leghatékonyabban kiszedni táplálékát, a magvakat a fenyőtobozból.